# Gabriela Iribarren
Gabriela Iribarren és una actriu, docent i directora teatral uruguaiana.

## Biografia
Gabriela Iribarren es va formar a l'Escola Multidisciplinària d'Art Dramàtic Margarita Xirgu (EMAD). Des de 2001 és directora de l'Institut d'Actuació de Montevideo (IAM); juntament amb les actrius Maria Mendive i Marisa Bentancur.
Va rebre el 1999 el Premi Iris pels seus treballs com a actriu en Debajo de las Polleras de Franklin Rodríguez. El 2000 va ser galardadona amb el Premi Florenci a la millor actriu de l'any per Pagar el pato de Dino Armas; el 2017 per la seva actuació en Simone, la mujer partida, i també en 2019 per l'obra Rosa Luxemburgo, un cuerpo junto al río Spree.